# Himba
El poble Himba o els himbes (singular: OmuHimba, plural: Ovahimba) són els pobles indígenes amb una població estimada de prop de 50.000 persones que viuen al nord de Namíbia, a la regió del Kunene (abans Kaokoland), i a l'altre costat del riu Kunene, a Angola. Hi ha un parell de grups a l'esquerra de l'Ovatwa que també són ovahimba, però caçadors i recol·lectors. Els ovahimba són pastors seminòmades, culturalment distingibles dels pobles herero del nord de Namíbia i el sud d'Angola, i parlen OtjiHimba (un dialecte del llenguatge herero), que pertany a la família lingüística dels bantus. Els ovahimba són considerats l'últim poble seminòmada de Namíbia. Són uns 50.000.
La història ovahimba està plena de desastres, inclosos sequeres severes i la guerra de guerrilles, especialment durant la guerra de la independència de Namíbia i com a resultat de la guerra civil a la veïna Angola. Entre 1904-1908, van patir el mateix intent de genocidi sofert pels pobles herero i nama. Aquest intent de genocidi va tenir lloc durant les Guerres Herero i va ser causat pel govern colonial de l'Imperi Alemany a Àfrica del Sud-oest Alemanya sota el comandament de Lothar von Trotha. Se'l coneix com a genocidi Herero i Namaqua ja que tant el poble herero com el poble nama hi van resultar delmats.
En la dècada de 1980 semblava que la forma de vida ovahimba arribava a la seva fi a causa de l'agreujament de les condicions climàtiques adverses i els conflictes polítics. Una greu sequera havia matat el 90% del seu bestiar i molts havien abandonat els seus ramats i s'havien convertit en refugiats a la ciutat d'Opuwo, malvivint en barris marginals on depenien de l'ajuda humanitària internacional. Altres es van unir a les unitats paramilitars Koevoet per fer front a les pèrdues de bestiar i una fam generalitzada. A més,  com que els ovahimba vivien a la frontera amb Angola, foren ocasionalment víctimes de segrest durant la guerra de frontera sud-africana, ja sigui presos com a ostatges o segrestats per unir-se a la branca d'Angola de l'Exèrcit Popular d'Alliberament de Namíbia (PLA, exèrcit de la SWAPO).

## Galeria

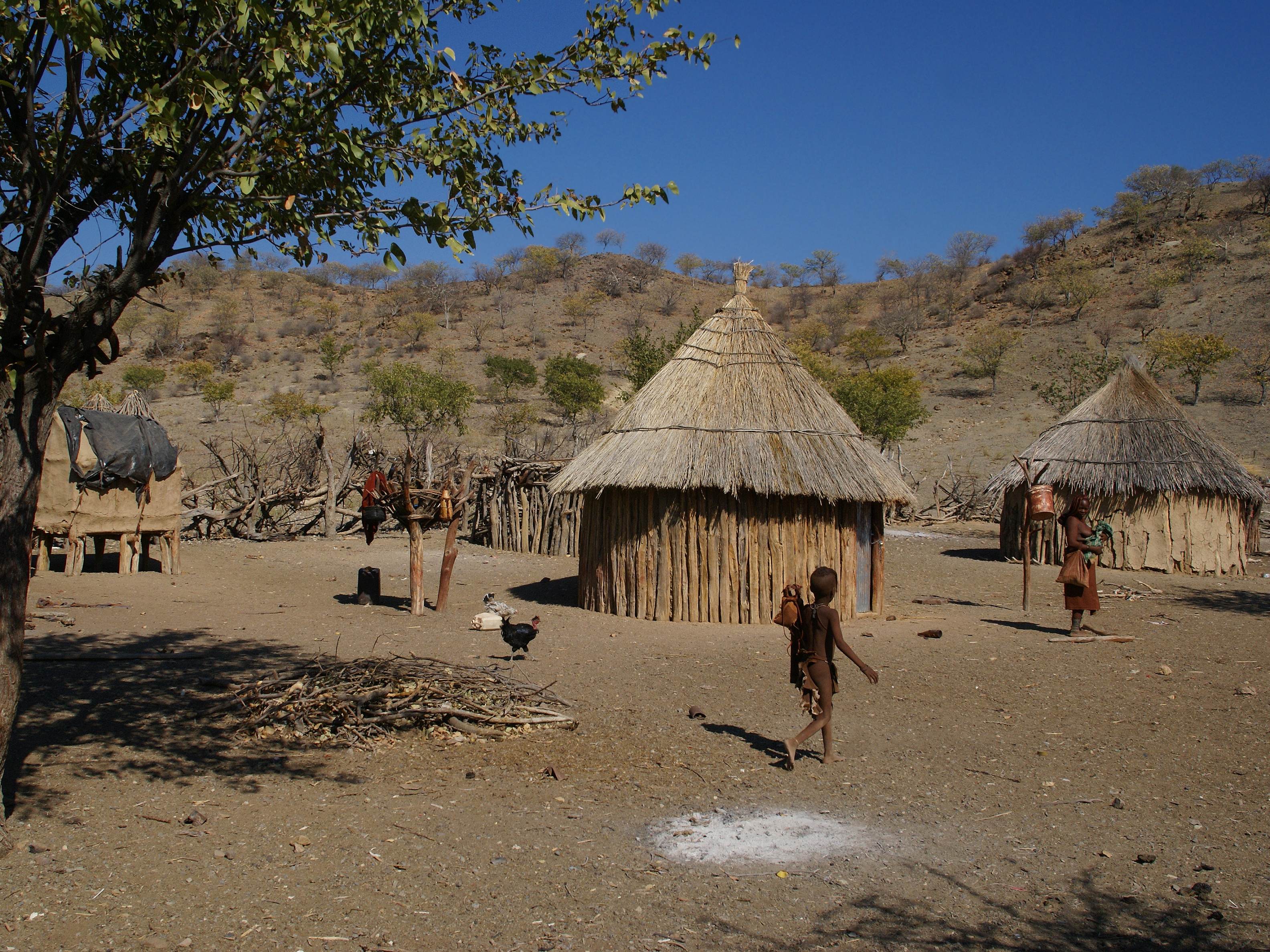
Vila himba a uns 15 km al nord d'Opuwo, Namíbia.
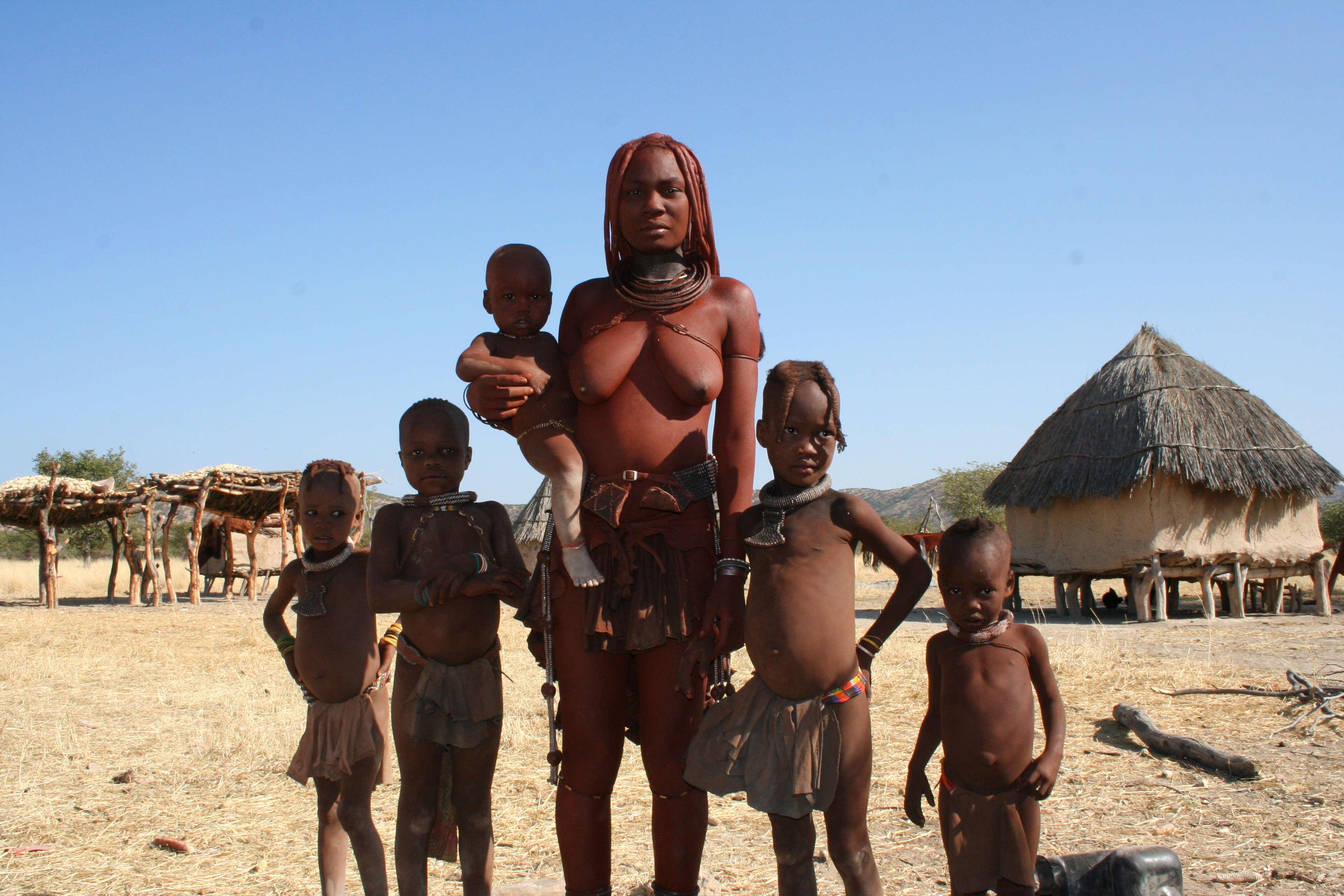
Dona himba i alguns membres de la família a la llar del seu pare a Otutati, Namíbia.
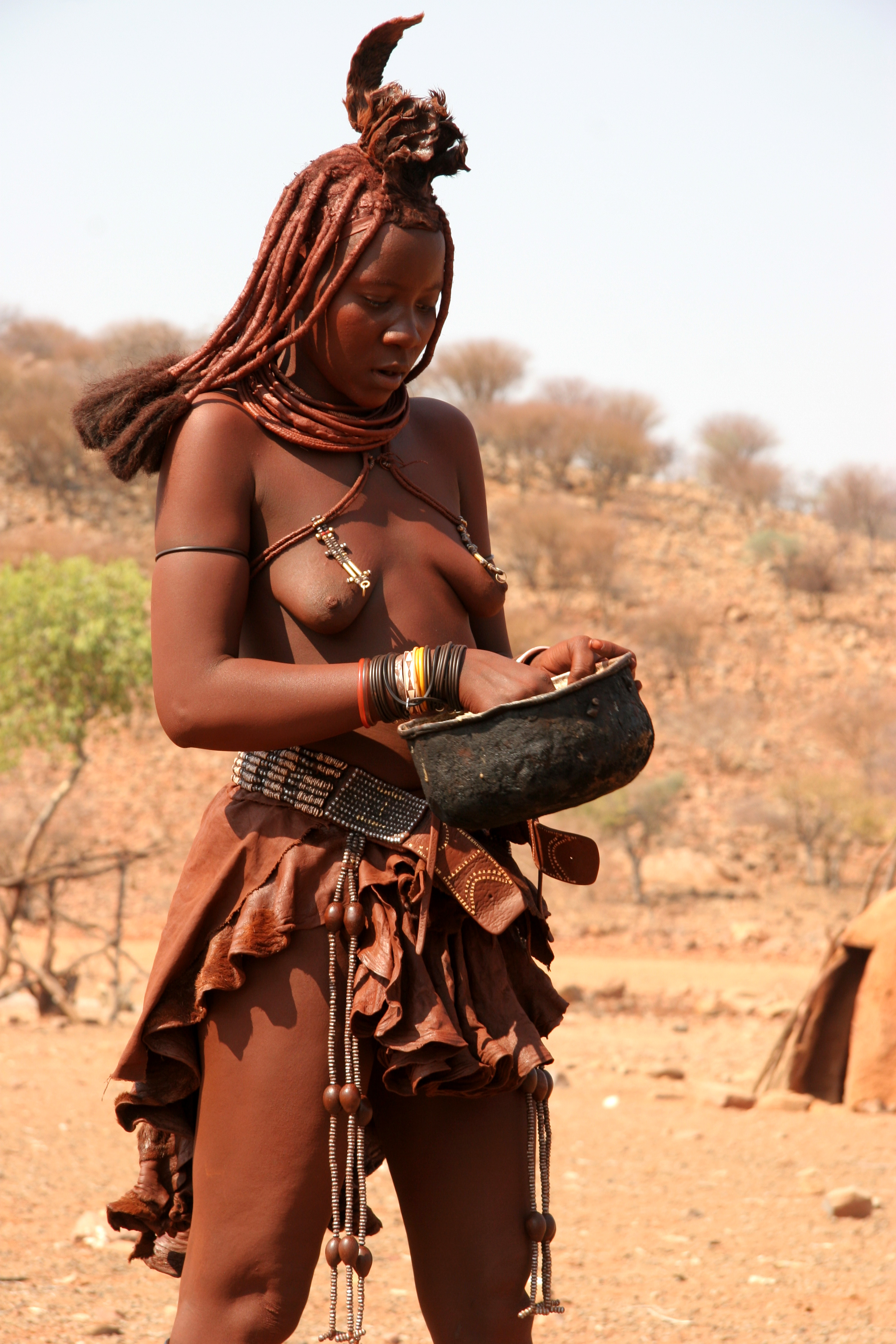
Dona himba treballant, Namíbia.
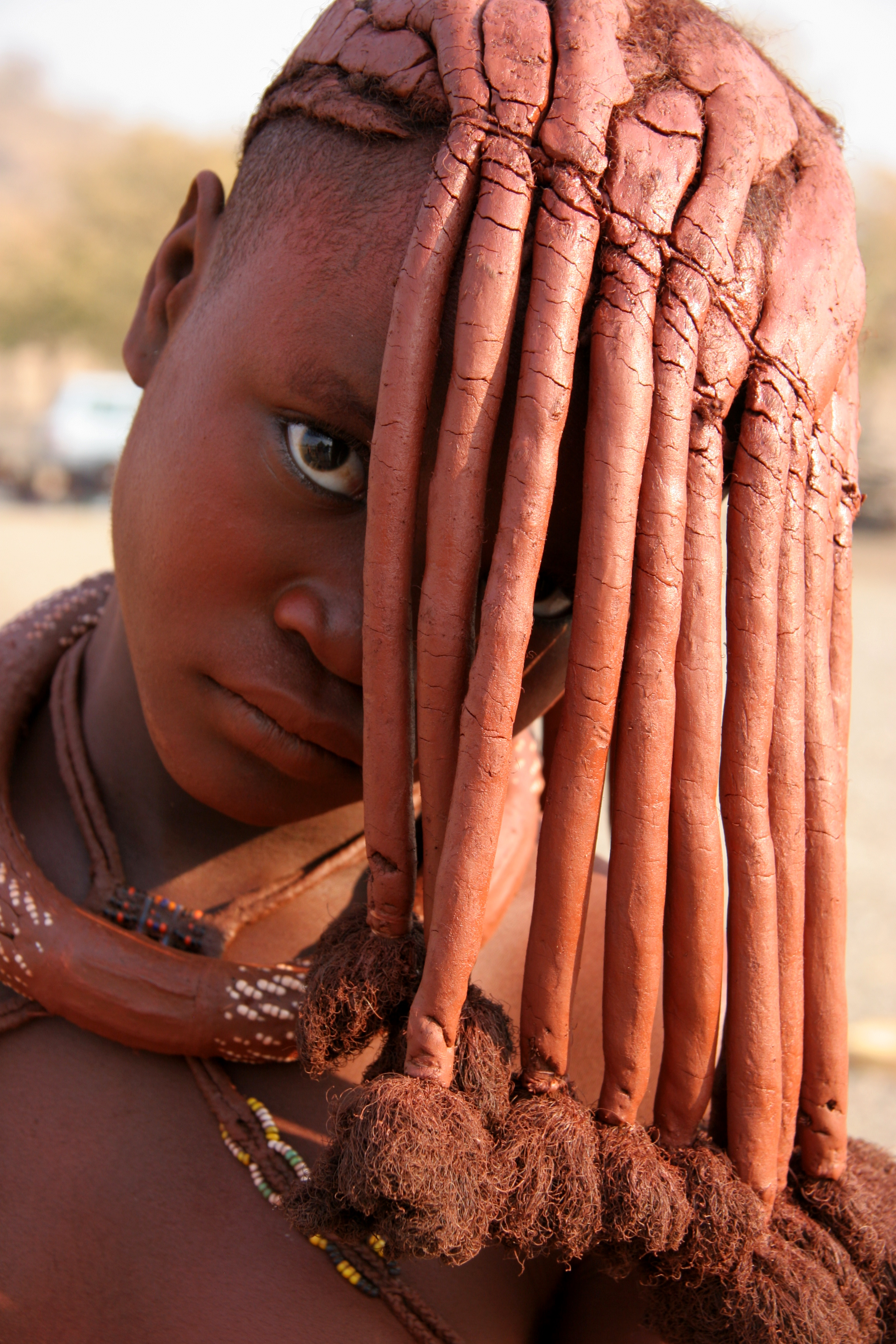
Adolescent himba amb pentinat en forma de vel a la cara.
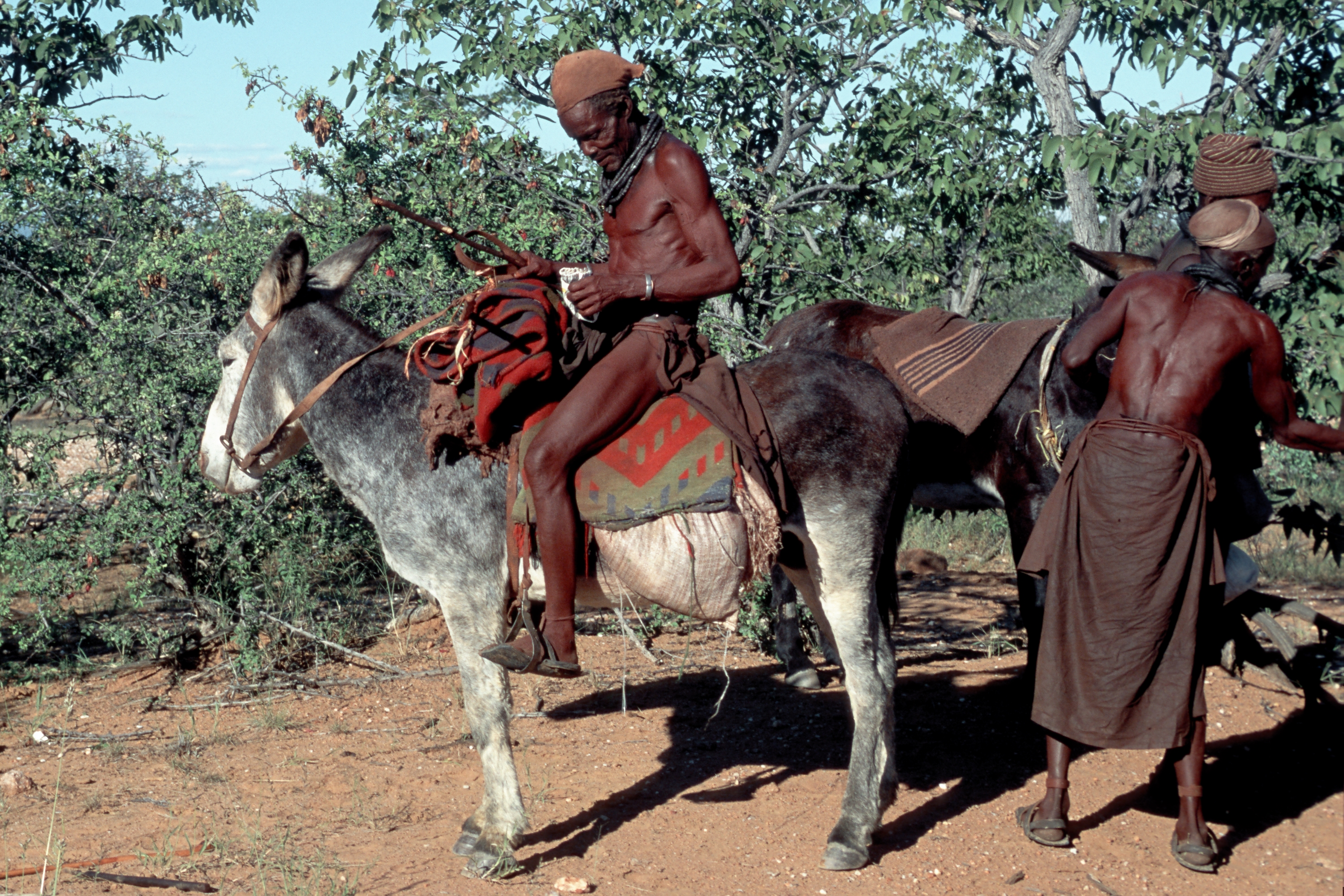
Pastors himba.
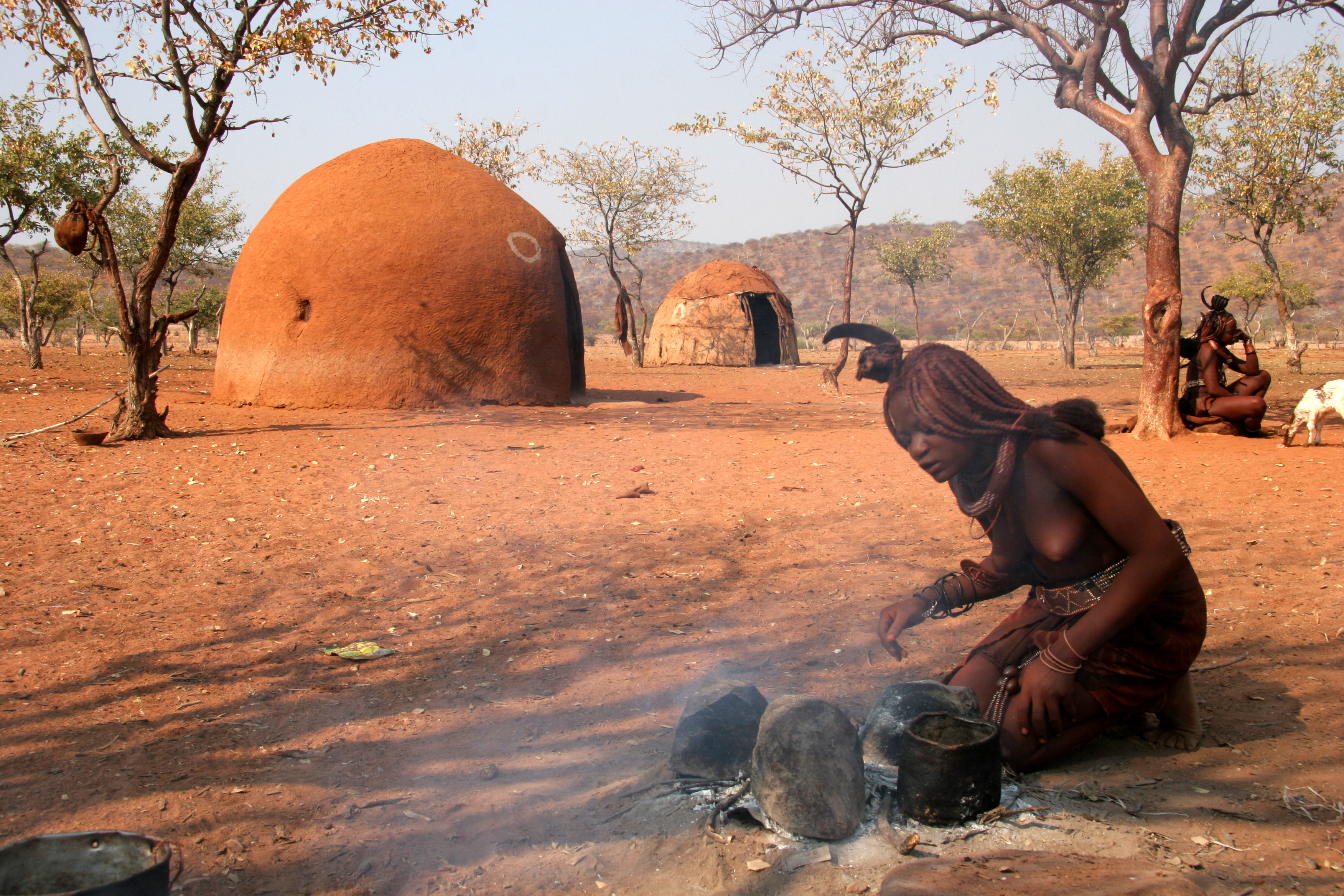
Dona himba preparant el foc.
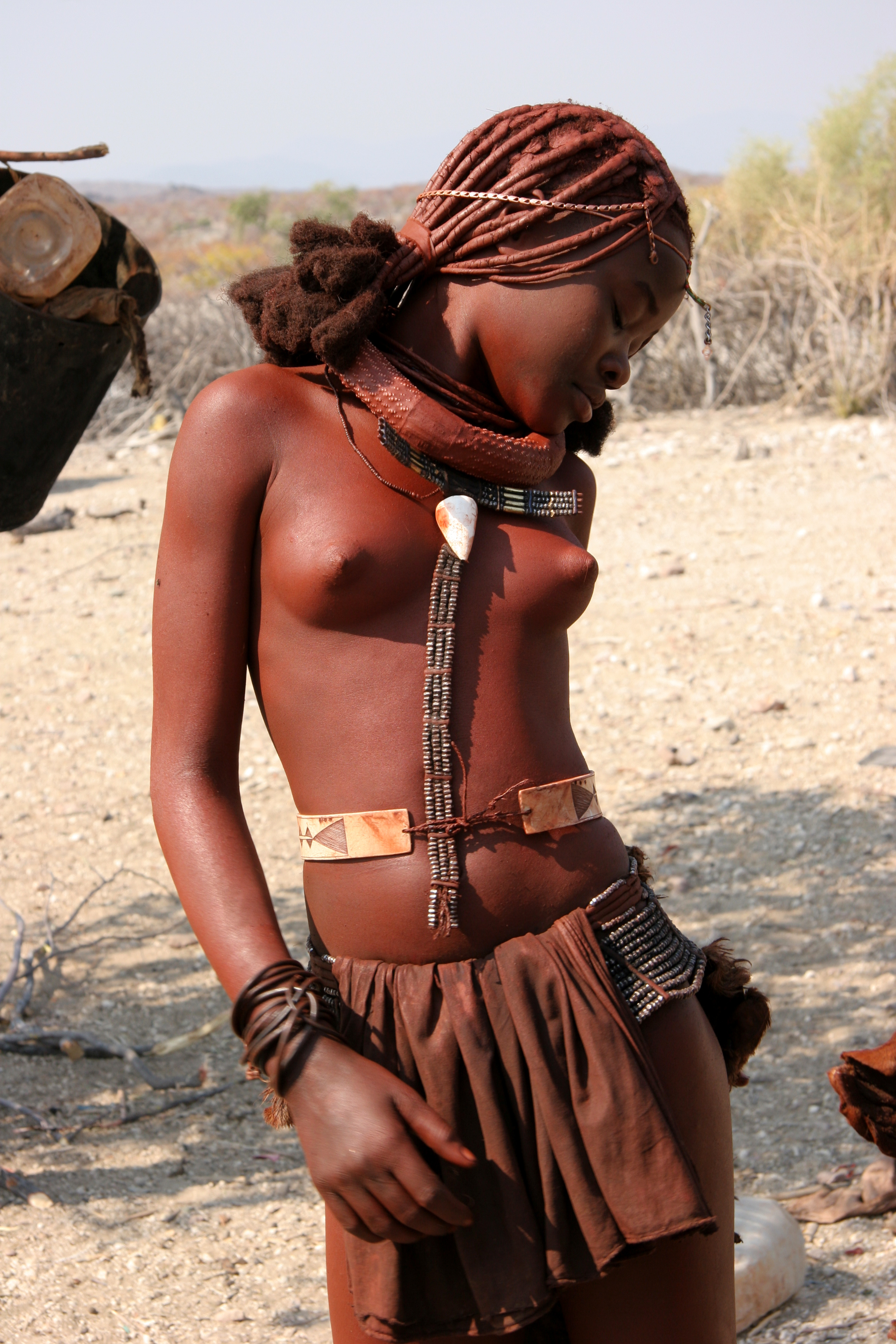
Com és habitual en la cultura himba, noia del nord de Namíbia amb faldilla tradicional de pell de vedell, tocat i joies que posen de manifest el seu estatus social.
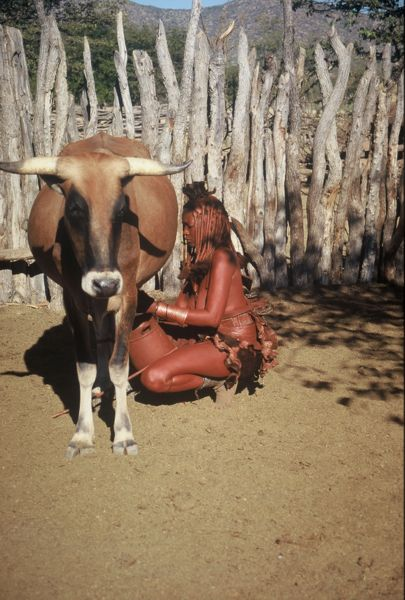
Dona himba treballant